# 金李
金李（1970年—），安徽巢湖人，中华人民共和国 金融经济学家、作家、政治人物。现任南方科技大学副校长，金融系讲席教授。历任北京大学光华管理学院副院长、讲席教授，北京大学经济与管理学部副主任，北京大学国家金融研究中心主任。哈佛大学商学院金融学教授兼哈佛大学费正清东亚研究中心执行理事。牛津大学商学院金融教授(终身教职正教授兼博导)，牛津大学中国中心研究员。任第十三、十四届全国政协委员，经济委员会委员。九三学社中央委员会常务委员，九三中央经济委员会副主任。全球公司治理学会理事，中国区代表，中国管理科学学会副理事长，金融管理专业委员会主任，中国管理现代化研究会顾问委员会副主席，股权投资专业委员会主任，中国银行业协会、中国证券基金业协会和中国信托业协会学术顾问等社会职务。

## 生平
金李在中学时期最喜欢的是数理化。最初的理想是长大以后成为像陈景润、钱学森和李四光那样的科学家。参加中学的各种学科竞赛，数学、物理、化学、力学、计算机等等。他在1988年选择入读复旦大学的世界经济系。因为经世济民，听起来很美好，而且还是“世界”，可以拯救全人类。
1992年于复旦大学世界经济系，获学士学位，以“上海市优秀毕业生”荣誉毕业。
1992年至1994年任复旦大学国际金融系教员。金李担任国际金融系九一级的本科生辅导员、系里的英文和教学秘书，同时给系里上英语口语、国际营销和外汇会计等一些课程 。
1994年至2001年期间赴美国新泽西州立大学经济系、麻省理工学院斯隆工商管理学院金融系留学并担任助教，分别获硕士、博士学位。金李在美国新泽西州立大学读硕士时，同时拿到了哈佛大学、耶鲁大学和麻省理工学院的经济系和麻省理工学院斯隆工商管理学院金融系的全额奖学金。历经学校参访后，金李决定入读麻省理工学院斯隆工商管理学院的金融系。入学第一年金李把资格考试考完，但是论文写了四年。因为这个原因，金李换了不少的老师。第二年金李开始给Stephen "Steve" Ross做助教，著名的套利定價理論 即APT理论发明人 。后来金李参与到1997年诺贝尔经济学奖得主莫顿教授的一些研究工作中，包括整理一些关于期权应用的文献。
2001年从麻省理工学院斯隆工商管理学院博士毕业后，金李成为第一位以哈佛商学院助理教授身份招进来的中国学者。 
2001年至2012年任哈佛大学商学院金融学助理教授、副教授。在哈佛从教11年后，金李在国外有一定的积累和历练，且对西方社会和经济的理解也达到了一定的深度。作为金融经济学家，四十岁到五十岁正是事业上的黄金期，他决定用自己的专业所长回中国贡献，让中国百姓享受现代金融理念、金融技术创新带来的财富增加。
2012年，在美国哈佛商学院任教的金李，在同时入选中国国家“千人计划”和英国皇家科学院“杰出人才”计划下，他决定加入北京大学和牛津大学担任双聘教授。
2012年至2015年任北京大学光华管理学院讲席教授和牛津大学商学院金融学终身教职正教授，也是牛津大学商学院第一位华人教授。于2015年金李决定全职在任北京大学光华管理学院讲席教授、副院长。金李承担了大量教学科研任务，并全身心投入到社会服务工作中。并担任北京大学管理案例研究中心主任，在他推动下，优秀案例从研究中心源源不断地产出，数量从每年两个增长到每年几十个。
2015年加入九三学社。
2016年，在金李的主导下，由北京大学光华管理学院、牛津大学赛德商学院和美国哈佛商学院整合全球最优秀师资共同打造的“领导与变革：华人家族企业全球课程”首届开学典礼在北京大学光华管理学院举行，同时担任“北大-牛津-哈佛/麻省理工-领导与变革：华人家族企业全球课程”创始联席主任。
2017年任九三学社第十四届中央委员会常务委员。
2018年任第十三届全国政协委员，经济委员会委员。 金李是提案大户。每年大会期间和平时提交的提案加起来都超过10件。提案着重在普惠金融、金融教育、完善金融体系、税负、养老、生育、就业等议题。 在第十三届履职的最后一年，即2022年一共提交21个提案。
2021年至今南方科技大学副校长、金融系讲席教授，分管学校商科、文科、国际合作工作。
2022年任九三学社第十五届中央委员会常务委员。
2023年任第十四届全国政协委员。

## 学术贡献
研究领域：国际投融资，风险创投和私募股权，对冲基金，财富管理，家族企业治理与传承，国内以及跨境并购，资本运作。
研究成果发表于顶级国际学术期刊。如金融学杂志 (Journal of Finance)、金融经济学杂志(Journal of Financial Economics)、金融研究杂志(Review of Financial Studies)，以及财务与经济杂志(Journal of Accounting and Economics)。其研究荣获多项国际著名大奖，包括FAME研究奖、全球金融学会最佳论文奖、欧洲金融管理学会最佳论文奖、TCFA最佳论文奖、 PANAGORA论文奖等。
先后主持以中国企业为研究对象的哈佛牛津和北大案例研究近二十例，在国际各大商学院广泛使用。
主要图书著作
- 《中国式财富管理》，中信出版社，2017年。

- 《与财富同行》，人民邮电出版社， 2020年。[1]

## 荣誉表彰
2012年入选中国国家“千人计划”和英国皇家科学院“杰出人才”计划
2019年荣获"中国管理年度价值人物”
2019年荣获北京大学曹凤岐金融发展基金第八届经济与金融理论突出贡献奖
2020年荣获中国管理科学学会第七届管理科学奖－ 学术类
2021年度荣获全国政协委员优秀履职奖提名奖
2022年金李的提案《关于提升人口出生率和加快生育保障制度建设》荣获全国政协2022年度好提案

## 社会公益
金李为了更好地普及财富管理知识，与制作团队一起在喜马拉雅平台上推出财富管理通识课程《北大金李的财富课》。课程筹备期间，金李承诺将制作运营费以外的全部个人收益捐赠给北京大学国家金融研究中心做财富管理的普惠教育。2019年，60多节课程已经更新完成，金李也兑现诺言，委托制作团队将除去制作运营费用外的全部个人收益捐赠给北京大学国家金融研究中心用于财富管理领域的普惠教育。